# 彭高镇
彭高镇，是中华人民共和国江西省萍乡市上栗县下辖的一个乡镇级行政单位。

## 行政区划
彭高镇下辖以下地区：
彭家桥社区、彭高村、马棚村、坛华村、沽塘村、东山下村、杂下村、华源村、泉溪村、韶陂村、大星村、高丰村和联洪村。